# Os lacrymal

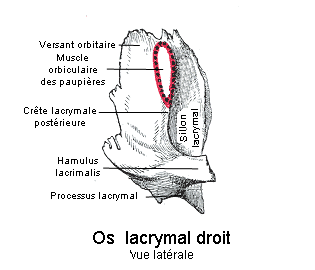
Os lacrymal droit.

L'os lacrymal, (ou unguis en ancienne nomenclature anatomique) est un os pair de petite taille, de forme quadrilatère, participant à la paroi médiale de l'orbite et latérale de la cavité nasale.

## Description
On lui décrit deux faces et quatre bords.

### Face latérale
La face latérale ou orbitaire est divisée en deux par une crête verticale : la crête lacrymale postérieure qui porte en bas un petit crochet vers l'avant: l'hamulus lacrymal.
La portion antérieure à la crête lacrymale est plus étroite que la postérieure. Elle forme le sillon lacrymal. Dans sa partie supérieure elle forme avec le sillon lacrymal de l'os maxillaire la fosse du sac lacrymal qui contient le sac lacrymal et dans sa partie inférieure l'ensemble des deux sillons lacrymaux forme le canal lacrymo-nasal qui rejoint le méat nasal inférieur.
La partie supérieure de la portion postérieure est en continuité avec la lame orbitaire de l'os ethmoïde pour former la paroi médiale de l'orbite.
La partie inférieure de la portion postérieure s'articule avec la face nasale de l'os maxillaire en comblant en partie le hiatus maxillaire.

### Face médiale
La face médiale ou nasale présente une rainure verticale correspondant à la crête de la face opposée qui divise la face en deux.
La partie antérieure appartient au méat moyen,
La partie postérieure s'articule en haut avec le labyrinthe ethmoïdal et en bas répond au méat nasal moyen.

### Bord supérieur
le bord supérieur s'articule avec l'extrémité inférieure du processus orbitaire interne de l'os frontal.

### Bord postérieur
le bord postérieur s'articule dans sa partie supérieure avec la lame orbitaire de l'os ethmoïde.

### Bord inférieur
le bord inférieur s'articule en arrière avec la face orbitaire de l'os maxillaire et en avant avec le cornet nasal inférieur.
Sa relation avec le cornet inférieur explique que les larmes viennent aider l'humidification du méat inférieur et sont en relation avec l'expiration de l'air pour ne pas assécher la muqueuse à ce niveau.

### Bord antérieur
le bord antérieur s'articule avec le processus frontal du maxillaire.

## Embryologie
L'os lacrymal est d'origine membraneuse et présente un point d'ossification à partir du 3ème mois de grossesse.

## Anatomie comparée
Chez les premiers poissons à nageoires lobées et les tétrapodes ancestraux, l'os lacrymal est un os relativement gros et robuste, allant de l'orbite aux narines. Il fait partie du côté du visage, entre les os nasaux et le maxillaire. Dans les formes primitives, il est souvent accompagné d'un os septomaxillaire beaucoup plus petit, situé immédiatement derrière l'ouverture nasale, mais celui-ci est perdu chez la plupart des espèces modernes. L'os lacrymal est souvent plus petit chez les vertébrés vivants et n'est plus toujours directement associé à l'ouverture nasale, bien qu'il conserve sa connexion avec l'orbite. L'os est entièrement absent chez les amphibiens, ainsi que chez certaines espèces de reptiles.
Chez les dinosaures, l'os lacrymal définit généralement le bord antérieur de l'orbite (orbite oculaire) et le bord postérieur de la fenêtre antéorbitaire. Chez certains théropodes (ex. Allosaurus, Ceratosaurus, Albertosaurus ) la partie supérieure de l'os lacrymal s'est développée de manière à former une corne au sommet de la tête, généralement située au-dessus et en avant de l'œil. Chez de nombreux dinosaures, l'os lacrymal entre en contact avec l'os nasal, l'os jugal, l'os préfrontal et les os maxillaire et prémaxillaire. Rarement, les os lacrymaux ont fusionné avec les os nasaux pour former une paire de crêtes "nasolacrymales", qui sont présentes chez les dinosaures tels que Dilophosaurus, Megapnosaurus et Sinosaurus .

## Galerie

L'os lacrymal gauche
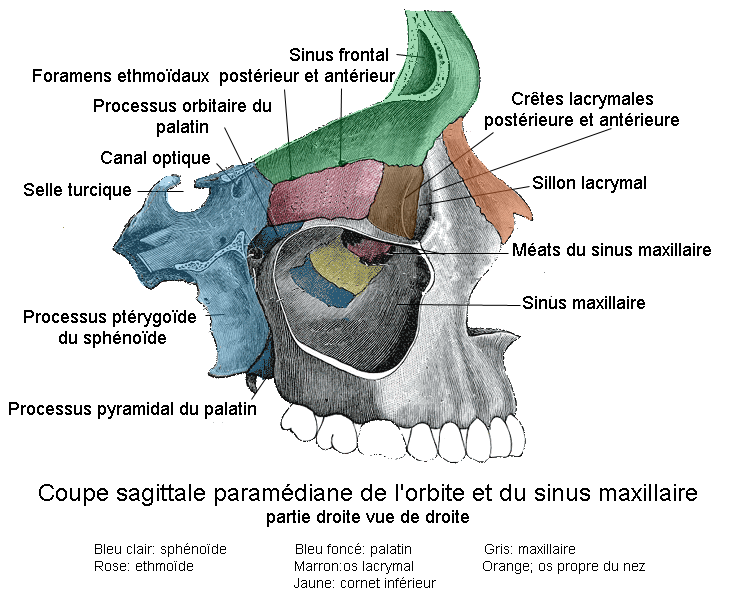
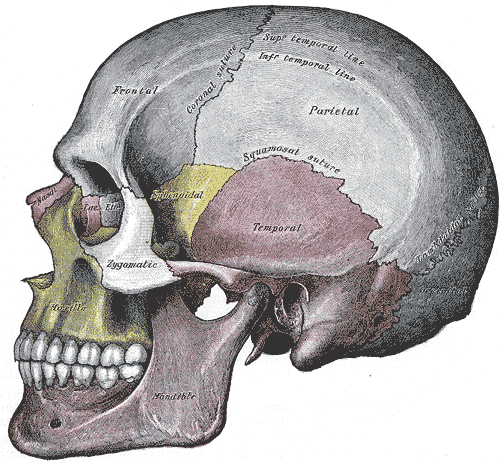